# Vacuyo Andamarca
Vacuyo Andamarca ist eine Ortschaft im Departamento Potosí im Hochland des südamerikanischen Andenstaates Bolivien.

## Lage
Vacuyo Andamarca liegt in der Provinz Tomás Frías und ist die drittgrößte Ortschaft im Cantón Urmiri im Municipio Urmiri. Die Ortschaft liegt auf einer Höhe von 3882 m am Zusammenfluss des Río Laca Chaca und der Quebrada Panti Panti zum Río Vacuyo, der flussabwärts als Río Urmiri vorbei an Urmiri in den Río Pilcomayo mündet.

## Geographie
Vacuyo Andamarca liegt am Ostrand des bolivianischen Altiplano vor der Anden-Gebirgskette der Cordillera Central. Das Klima der Region ist semiarid und ein typisches Tageszeitenklima, bei dem die mittlere Temperaturschwankung im Tagesverlauf stärker ausfällt als im Verlauf der Jahreszeiten.
Die mittlere Jahrestemperatur der Region liegt bei etwa 13 °C (siehe Klimadiagramm Urmiri), die Monatsdurchschnittstemperaturen schwanken nur unwesentlich zwischen knapp 10 °C im Juni und Juli und 15 °C von November bis Januar. Der Jahresniederschlag beträgt niedrige 350 mm, die Monatsniederschläge liegen im Mittel zwischen unter 15 mm von April bis Oktober und erreichen nur im Januar und Februar 75 mm.

## Verkehr
Vacuyo Andamarca liegt in einer Entfernung von 90 Straßenkilometern nordwestlich von Potosí, der Hauptstadt des gleichnamigen Departamentos.
Von Potosí aus führt die Nationalstraße Ruta 1 in nördlicher Richtung über Tarapaya und Yocalla weiter nach Oruro und El Alto, der Nachbarstadt von La Paz, und nach Desaguadero am Titicacasee.
Neunzehn Kilometer nordwestlich von Yocalla zweigt eine unbefestigte Landstraße von der asphaltierten Hauptstraße in westlicher Richtung ab, windet sich zum Río Pilcomayo hinab und erreicht Urmiri nach insgesamt zwölf Kilometern. Von Urmiri aus führt dann eine unbefestigte Straße zuerst in westlicher, später in südlicher Richtung und erreicht Yacuyo Andamarca nach vierzehn Kilometern.

## Bevölkerung
Die Einwohnerzahl des Ortes ist im Jahrzehnt zwischen den beiden letzten Volkszählungen um fast ein Sechstel zurückgegangen:
| Jahr | Einwohner   | Quelle       |
| ---- | ----------- | ------------ |
| 1992 | keine Daten | Volkszählung |
| 2001 | 366         | Volkszählung |
| 2012 | 310         | Volkszählung |
| 2024 |             | Volkszählung |

Die Region weist einen deutlichen Anteil an Quechua-Bevölkerung auf, im Municipio Urmiri sprechen 81,5 Prozent der Bevölkerung Quechua.